# Pareneza
Pareneza (gr. paraínesis – "zachęcanie") – inaczej porada, napominanie, pouczenie, przedstawienie wzorca osobowego w tekście. W poezji termin pareneza, czyli poezja parenetyczna, jest to twórczość o charakterze dydaktycznym (publicystycznym i moralizatorskim). W polskiej literaturze obecna była głównie w poezji staropolskiej, głównie w średniowieczu. Liczne przykłady parenezy można znaleźć w twórczości Wacława Potockiego.
Pareneza była główną funkcją Żywotów Świętych Pańskich na wszystkie dnie roku, Piotra Skargi, który określał ją "niemą retoryką".